# Lijst van skigebieden in Noord-Amerika
Dit is een lijst van wintersportgebieden in Noord-Amerika:

## Overzicht
Er zijn skigebieden in zowat alle bergketens van Noord-Amerika ten noorden van Mexico. De grootste resorts bevinden zich in de Coast Mountains van Brits-Columbia, in de Amerikaanse Rocky Mountains en in de Sierra Nevada in Californië. Het grootste wintersportgebied, gemeten naar het aantal skiliften, is Park City Mountain Resort in Utah, op de voet gevolgd door Whistler Blackcomb in Brits-Columbia. Op basis van de oppervlakte en capaciteit is Whistler Blackcomb veruit het grootste skiresort van Noord-Amerika. Er zijn daarnaast honderden kleine skigebieden verspreid over de kleinere berg- en heuvelruggen van Noord-Amerika.

## Canada

### Alberta
- Canada Olympic Park
- Canmore Nordic Centre Provincial Park
- Canyon Ski Area
- Castle Mountain Resort
- Drumheller Valley Ski Club
- Edmonton Ski Club
- Fairview Ski Hill
- Fortress Mountain Resort
- Hidden Valley Ski Area
- Innisfail Ski Hill
- Kinosoo Ridge Ski Resort
- Lake Louise Mountain Resort
- Little Smokey Ski Area
- Marmot Basin
- Misery Mountain
- Mt Norquay
- Nakiska
- Nitehawk Ski Area
- Pass Powderkeg
- Rabbit Hill Snow Resort
- Silver Summit
- Snow Valley Ski Club
- Sunridge Ski Area
- Sunshine Village
- Valley Ski Club
- Vista Ridge
- Whispering Pines

### Brits-Columbia
- Apex Mountain Resort
- Bear Mountain Ski Hill
- Big Bam Ski Hill
- Big White Ski Resort
- Crystal Mountain
- Cypress Mountain
- Fairmont Hot Springs
- Fernie Alpine Resort
- Grouse Mountain
- Harper Mountain
- Hart Highlands Ski Hill
- Hemlock Valley
- Hudson Bay Mountain
- Kicking Horse Resort
- Kimberley Alpine Resort
- Little Mac Ski Hill
- Manning Park/Gibson Pass Ski Area
- Mount Baldy Ski Area
- Mount Cain Ski Area,
- Mount Seymour
- Mount Timothy Ski Area
- Mount Washington Alpine Resort
- Murray Ridge Ski Area
- Panorama Mountain Resort
- Phoenix Mountain Ski Resort
- Powder King Mountain Resort
- Purden Ski Village
- Red Mountain Resort
- Revelstoke Mountain Resort
- Salmo Ski Area
- Shames Mountain
- Silver Star Mountain Resort
- Summit Lake Ski Area
- Sun Peaks Resort
- Tabor Mountain Alpine Resort
- Troll Ski Resort
- Whistler Blackcomb
- Whitewater Ski Resort

### Manitoba
- Asessippi Ski Area
- Falcon Ridge Ski Area
- Holiday Mountain Ski Resort
- Mount Agassiz Ski Resort (closed)
- Mystery Mountain Winter Park
- Ski Valley (Minnedosa)
- Springhill Winter Sports Park
- Stony Mountain Ski Area
- Thunderhill Ski Area

### New Brunswick
- Crabbe Mountain
- Mount Farlagne
- Poley Mountain
- Sugarloaf Mountain

### Newfoundland en Labrador
- Marble Mountain
- Menihek Nordic Ski Club
- Smokey Mountain Ski Club
- White Hills

### Nova Scotia
- Ski Ben Eoin
- Ski Cape Smokey
- Ski Martock
- Ski Wentworth

### Ontario
- Adanac Ski Hill
- Alpine Ski Club
- Batawa Ski Hill
- Beaver Valley Ski Club
- Blue Mountain
- Boler Mountain
- Brimacombe
- Calabogie Peaks
- Caledon Ski Club
- Centennial Park
- Chicopee Ski & Summer Resort
- Cobble Hills Ski Club
- Craigleith Ski Club
- Dagmar
- Devil's Elbow Ski Area
- Devil's Glen Country Club
- Dryden Ski Club
- Dummy's hill
- Georgian Peaks Club
- Glen Eden
- Gravenhurst Nordic Trails
- Hardwood Hills
- The Heights of Horseshoe Ski and Country Club
- Hidden Valley Highlands
- Highlands Nordic
- Hockley Valley
- Horseshoe Resort
- Kamiskotia Snow Resort
- Kawartha Nordic Ski Club
- Lakeridge Ski Resort
- Laurentian Ski Hill
- Loch Lomond Ski Area
- Mansfield Outdoor Center
- Mansfield Ski Club
- Mount Baldy Ski Area
- Mount Chinguacousy
- Mount Dufour
- Mount Martin Ski Club
- Mount Pakenham
- Mount St. Louis Moonstone
- Mountain View Ski Area
- North York Ski Center
- Onaping Ski Hill
- Oshawa Ski Club
- Osler Bluff Ski Club
- Pine Ridge Ski Club
- Searchmont Resort
- Sir Sam's Ski Area
- Skyloft Ski Country Club
- Snow Valley
- Superior Slopes
- Trestle Ridge Ski Slopes
- Uplands Ski Area

### Prince Edward Island
- Brookvale Winter Activity Park

### Québec
- Belle Neige
- Bellevue
- Camp Fortune
- Club Tobo-Ski
- Edelweiss Valley
- Gray Rocks
- Le Massif
- Massif du Sud
- Mont Adstock
- Mont Alta
- Mont Avalanche
- Mont Blanc
- Mont Cascades
- Mont Castor
- Mont Chalco
- Mont Chilly
- Mont Édouard
- Mont Fortin
- Mont Gabriel
- Mont-Garceau
- Mont Gleason
- Mont Grand Fonds
- Mont Habitant
- Mont Kanasuta
- Mont Lac-Vert
- Mont Olympia
- Mont Orignal
- Mont Saint-Mathieu
- Mont Saint-Sauveur
- Mont-Sainte-Anne
- Mont Ste. Marie
- Mont Sutton
- Mont Tremblant Resort
- Mont-Video
- Mont Villa Saguenay
- MontJoye
- Owl's Head
- Parc du Mont-Comi
- Pin Rouge
- Le Relais
- Ski Bromont
- Ski Chantecler
- Ski Chic-Chocs
- Ski La Reserve
- Ski Mont Orford
- Ski Mont Rigaud
- Ski Mont Saint-Bruno
- Ski Montcalm
- Ski Morin Heights
- Ski Sutton Inc.
- Station de neige St-Pacome
- Station de Ski Gallix
- Stoneham Mountain Resort
- La Tuque
- Val-d'Irene
- Val Mauricie
- Val Neigette
- Val Saint-Come
- La Valinouët
- Vallee Bleue
- Vallee du Parc
- Via Sauvagia
- Vorlage

### Saskatchewan
- Cypress Hills Ski Area
- Duck Mountain Ski Area
- Mission Ridge Winter Park
- Ski Timber Ridge
- Table Mountain Ski Resort
- Wapiti Valley

### Yukon
- Mt. Maichen
- Mt Sima

## Mexico
- Monterreal

## Verenigde Staten

### Alabama
- Cloudmont Ski & Golf Resort

### Alaska
- Alpenglow at Arctic Valley
- Alyeska Resort
- Eaglecrest Ski Area
- Hilltop Ski Area
- Moose Mountain
- Mount Eyak
- Skiland

### Arizona
- Arizona Snowbowl
- Elk Ridge Ski Area
- Mount Lemmon Ski Valley
- Sunrise Park Resort

### Californië
- Alta Sierra Ski Resort
- Badger Pass Ski Area
- Bear Mountain
- Bear Valley
- Boreal Mountain Resort
- Buckhorn Ski and Snowboard Club (privé)
- Cedar Pass
- China Peak
- Coppervale Ski Hill
- Dodge Ridge Ski Area
- Donner Ski Ranch
- Granlibakken
- Heavenly Mountain Resort
- Homewood Mountain Resort
- June Mountain
- Kirkwood Mountain Resort
- Mammoth Mountain
- Mount Baldy Ski Lifts
- Mount Shasta Ski Park
- Mount Waterman
- Mountain High
- Northstar California
- Palisades Tahoe (Squaw Valley)
- Royal Gorge Cross-Country Ski Resort
- Sierra-at-Tahoe
- Snow Summit
- Snow Valley Mountain Resort
- Soda Springs Mountain Resort
- Sugar Bowl Ski Resort
- Tahoe Donner

### Colorado
- Arapahoe Basin
- Aspen Snowmass
  - Aspen Highlands
  - Aspen Mountain
  - Buttermilk
  - Snowmass
- Beaver Creek Resort
- Breckenridge Ski Resort
- Copper Mountain
- Crested Butte Mountain Resort
- Durango Mountain Resort
- Echo Mountain Park
- Eldora Mountain Resort
- Hesperus Ski Area
- Howelsen Ski Area
- Kendall Mountain Ski Area
- Keystone Resort
- Loveland Ski Area
  - Loveland Basin
  - Loveland Valley
- Monarch Ski Area
- Powderhorn Resort
- Silverton Mountain
- Ski Cooper
- Ski Granby Ranch
- Steamboat Ski Resort
- Sunlight Mountain Resort
- Telluride Ski Resort
- Vail Ski Resort
- Winter Park Resort
- Wolf Creek Ski Area

### Connecticut
- Mohawk Mountain Ski Area
- Mount Southington
- Ski Sundown
- Woodbury Ski Area
- Powder Ridge Ski Area

### Idaho
- Bald Mountain Ski Area
- Bogus Basin
- Brundage Mountain
- Cottonwood Butte
- Kelly Canyon
- Little Ski Hill
- Lost Trail Powder Mountain
- Lookout Pass Ski and Recreation Area
- Magic Mountain Resort
- Pebble Creek
- Pomerelle
- Rotarun Ski Area
- Schweitzer Mountain
- Silver Mountain
- Snowhaven
- Soldier Mountain
- Sun Valley
- Tamarack Resort

### Illinois
- Chestnut Mountain
- Ski Four Lakes
- Raging Buffalo Snowboard Park
- Ski Snowstar
- Villa Olivia

### Indiana
- Paoli Peaks
- Perfect North Slopes

### Iowa
- Mt. Crescent Ski Area
- Seven Oaks Snow Ski Area
- Sleepy Hollow Sports Park
- Sundown Mountain

### Maine
- Baker Mountain
- Big Rock
- Big Squaw
- Black Mountain of Maine
- Camden Snow Bowl
- Eaton Mountain
- Hermon Mountain
- Lonesome Pine Trails
- Lost Valley Ski Area
- Mount Abram
- Mount Jefferson Ski Area
- Powderhouse Hill
- Quoggy Jo
- Saddleback Maine
- Shawnee Peak Ski Area
- Sugarloaf
- Sunday River
- Titcomb Mountain

### Maryland
- Wisp Ski Resort

### Massachusetts
- Berkshire East Ski Resort
- Blandford Ski Area
- Blue Hills Ski Area
- Bousquet Ski Area
- Easton Ski Area (privé)
- Jiminy Peak
- Mount Greylock Ski Club (privé)
- Nashoba Valley Ski Area
- Otis Ridge
- Ski Bradford
- Ski Butternut
- Ski Ward
- Wachusett Mountain

### Michigan
- Al Quaal Recreation Ski Area
- Alpine Valley
- Apple Mountain Ski Resort
- Big Powderhorn Ski Area
- Bittersweet Ski Resort
- Blackjack Ski Resort
- Boyne Highlands Resort
- Boyne Mountain
- Caberfae Peaks Ski & Golf Resort
- Cannonsburg Ski Area
- Challenge Mountain
- Crystal Mountain Resort & Spa
- Garland Resort
- Hickory Hills Ski Area
- The Homestead
- Indianhead Mountain Resort
- Marquette Mountain
- Mont Ripley Ski Resort
- Mount Bohemia
- Mt. Brighton Ski Resort
- Mt. Holiday
- Mt. Holly Ski and Snowboard Resort
- Mt. McSauba Recreation Area
- Mt. Zion Ski Area
- Mulligan's Hollow Ski Bowl
- Norway Mountain Ski and Snowboard Resort
- Nub's Nob
- Otsego Club & Resort
- Pando Winter Sports Park
- Petoskey Winter Sports Park
- Pine Knob Ski Resort
- Pine Mountain Resort
- Porcupine Mountains
- Shanty Creek Resorts
- Ski Brule
- Snow Snake Ski & Golf
- Swiss Valley Ski and Snowboard Area
- Timber Ridge Ski Area
- Treetops Resort

### Minnesota
- Afton Alps
- Andes Tower Hills
- Buck Hill
- Buena Vista Ski Area
- Chester Bowl Park
- Coffee Mill Ski Area
- Detroit Mountain
- Giants Ridge
- Hyland Ski and Snowboard Area
- Lutsen Mountains
- Mount Kato
- Powder Ridge
- Ski Gull
- Spirit Mountain
- Welch Village
- Wild Mountain

### Missouri
- Hidden Valley Ski Area
- Snow Creek

### Montana
- Big Sky Ski Resort
- Blacktail Mountain Ski Area
- Bridger Bowl Ski Are
- Discovery Ski Area
- Great Divide Snowsports
- Lost Trail Powder Mountain
- Maverick Mountain Ski Area
- Montana Snowbowl
- Moonlight Basin
- Red Lodge Mountain Resort
- Showdown Ski Area
- Teton Pass Ski Area
- Turner Mountain Ski Resort
- Whitefish Mountain Resort
- Yellowstone Club (privé)

### Nevada
- Diamond Peak
- Las Vegas Ski & Snowboard Resort
- Mount Rose Ski Tahoe
- Sky Tavern Ski Area

### New Hampshire
- Arrowhead Recreation Area
- Attitash Mountain Resort
- Black Mountain Ski Area
- Bretton Woods Mountain Resort
- Cannon Mountain Ski Area
- Cranmore Mountain Resort
- Crotched Mountain
- Dartmouth Skiway
- Granite Gorge Ski Area
- Gunstock Mountain Resort
- King Pine
- Loon Mountain
- McIntyre Ski Area
- Mount Prospect Ski Tow
- Mount Sunapee Resort
- Pats Peak
- Ragged Mountain Resort
- Tenney Mountain Ski Resort
- Waterville Valley Resort
- Whaleback
- Wildcat Mountain Ski Area

### New Jersey
- Campgaw Mountain
- Hidden Valley
- Mountain Creek

### New Mexico
- Angel Fire Resort
- Pajarito Mountain Ski Area
- Red River Ski Area
- Ski Apache
- Ski Santa Fe
- Sipapu
- Taos Ski Valley
- Sandia Peak
- Ski Cloudcroft

### New York
- Beartown Ski Area
- Belleayre Ski Center
- Big Tupper Ski Area
- Brantling Ski Slopes
- Bristol Mountain Ski Resort
- Buffalo Ski Club
- Catamount Ski Area
- Dry Hill Ski Area
- Gore Mountain
- Greek Peak
- Hickory Ski Center
- Holiday Valley
- Holiday Mountain Ski & Fun
- Holimont
- Hunter Mountain
- Kissing Bridge
- Labrador Mountain
- Mount Peter Ski Area
- McCauley Mountain
- Peek'n Peak
- Plattekill Mountain
- Royal Mountain
- Song Mountain Resort
- Snow Ridge Ski Resort
- Swain
- Sugar Hill
- Thunder Ridge Ski Area
- Titus Mountain
- Toggenburg Mountain
- Tuxedo Ridge Ski Center
- West Mountain
- Willard Mountain
- Whiteface Mountain
- Windham Mountain
- Woods Valley Ski Resort

### North Carolina
- Appalachian Ski Mountain
- Cataloochee Ski Area
- Sapphire Valley
- Ski Beech
- Sugar Mountain Ski Area
- Wolf Ridge

### North Dakota
- Bottineau Winter Park
- Frost Fire Ski and Snow Board Area
- Huff Hills

### Ohio
- Alpine Valley Ski Area
- Big Creek Ski Area
- Boston Mills/Brandywine Ski Resort
- Mad River Mountain
- Snow Trails Ski Resort

### Oregon
- Anthony Lakes
- Cooper Spur
- Ferguson Ridge
- Hoodoo
- Mount Ashland Ski Area
- Mount Bachelor
- Mount Hood Meadows
- Mount Hood Ski Bowl
- Spout Springs
- Summit Ski Area
- Timberline Lodge
- Warner Canyon
- Willamette Pass

### Pennsylvania
- Alpine Mountain Ski & Ride Center
- Bear Creek Ski and Recreation Area
- Blue Knob All Seasons Resort
- Blue Mountain Ski Area
- Boyce Park
- Camelback Ski Area
- Eagle Rock Resort
- Elk Mountain Ski Area
- Hidden Valley Four Seasons Resort
- Jack Frost Ski Resort
- Laurel Mountain Ski Resort
- Liberty Mountain Resort
- Mountain View at Edinboro
- Seven Springs Mountain Resort
- Shawnee Mountain Ski Area
- Ski Big Bear
- Ski Denton
- Ski Roundtop
- Ski Sawmill
- Montage Mountain Ski Resort
- Tussey Mountain Ski Area
- Whitetail Ski Resort

### Rhode Island
- Yawgoo Valley

### South Dakota
- Deer Mountain
- Great Bear Recreation Park
- Terry Peak

### Tennessee
- Ober Gatlinburg

### Texas
- Mt Aggie Ski Slope

### Utah
- Alta Ski Area
- Beaver Mountain
- Brian Head Ski Resort
- Brighton Ski Resort
- Cherry Peak Resort
- Deer Valley
- Eagle Point Ski Resort
- Park City Mountain Resort
- Powder Mountain Ski Resort
- Snowbasin
- Snowbird
- Solitude Mountain Resort
- Sundance Ski Resort
- Wolf Mountain

### Vermont
- Bear Creek Mountain Club (privé)
- Bolton Valley Resort
- Bromley Mountain
- Burke Mountain
- Cochran's Ski Area
- Jay Peak Resort
- Killington Ski Resort
- Mad River Glen
- Magic Mountain Ski Area
- Middlebury College Snow Bowl
- Mount Snow
- Okemo Mountain
- Pico Mountain (privé)
- Smugglers' Notch
- Stowe Mountain Resort
- Stratton Mountain Resort
- Sugarbush Resort
- Suicide Six

### Virginia
- Bryce Resort
- Massanutten Mountain
- The Omni Homestead Resort
- Wintergreen Resort

### Washington
- 49 Degrees North Ski Area
- Badger Mountain Ski Area
- Bluewood Ski Area
- Crystal Mountain
- Echo Valley Ski Area
- Hurricane Ridge Ski and Snowboard Area
- Leavenworth Ski Hill
- Loup Loup Ski Bowl
- Meany Lodge (privé)
- Mission Ridge Ski Area
- Mount Baker Ski Area
- Mount Spokane Ski and Snowboard Park
- Sahalie Ski Club (privé)
- Sitzmark Lifts
- Stevens Pass Ski Area
- The Summit at Snoqualmie
  - Alpental
  - Summit Central
  - Summit East
  - Summit West
- White Pass Ski Area

### West Virginia
- Canaan Valley Resort State Park
- Oglebay Resort
- Snowshoe Mountain
- Timberline Four Seasons Resort
- Winterplace

### Wisconsin
- Alpine Valley Resort
- Ausblick Ski Club (privé)
- Badlands Sno-Park
- Book Across the Bay
- Blackhawk Ski Club (privé)
- Bruce Mound Winter Sports Area
- Camp 10
- Cascade Mountain
- Christie Mountain
- Christmas Mountain Village
- Crystal Ridge
- Devils Head Resort
- Fox Hill Ski Area (privé)
- Granite Peak
- Heiliger Huegel Ski Club (privé)
- Hidden Valley
- Highlands of Olympia
- Kettlebowl
- Kewaunee County Winter Park Ski Hill
- Keyes Peak
- Mont Du Lac
- The Mountain Top at Grand Geneva Resort
- Mt. Ashwabay
- Mt. LaCrosse
- Navarino Slopes
- Nordic Mountain
- Nutt Hill
- Powers Bluff
- Standing Rocks
- Sunburst Ski Area
- Telemark Lodge
- Triangle Sports Area
- Trollhaugen
- Tyrol Basin
- Whitecap Mountains
- Whitetail Ridge
- Wilmot Mountain

### Wyoming
- Beartooth Pass
- Big Horn Ski Resort
- Grand Targhee Resort
- Hogadon Ski Area
- Jackson Hole Mountain Resort
- Pine Creek Ski Area
- Sleeping Giant Ski Area
- Snow King
- Snowy Range Ski Area
- White Pine Ski Resort